# Raymond Maffiolo
Raymond Maffiolo (* 6. März 1938 in Genf; † 28. November 2024) war ein Schweizer Fussballspieler.

## Vereinskarriere
Maffiolo verbrachte seine gesamte Spielerkarriere beim Servette FC. Mit dem Club aus Genf gewann er zweimal in Folge die Schweizer Meisterschaft und stand 1959, 1965 und 1966 im Finale des Schweizer Fussballcups. 1970 beendete er seine aktive Laufbahn.

## Nationalspieler
Am 3. November 1963 debütierte Maffiolo beim 0:2 im Freundschaftsspiel im Züricher Letzigrund gegen Norwegen in der Schweizer Fussballnationalmannschaft. Sein letztes von sieben Länderspielen für die Eidgenossen bestritt er am 2. Mai 1965 im Stade des Charmilles, der Heimstätte seines Klubs Servette FC, beim 1:0 gegen Albanien im Qualifikationsspiel zur Fußball-Weltmeisterschaft 1966 in England, für die Maffiolo nicht berücksichtigt wurde.

## Erfolge
- Schweizer Meister: 1961, 1962